# Germiston
Germiston är en stad i provinsen Gauteng i Sydafrika, 13 km sydost om Johannesburg, 1 670 meter över havet. Folkmängden uppgick till 255 863 invånare vid folkräkningen 2011. Den tillhör storstadskommunen Ekurhuleni och ingår i den stora stads- och industriregionen Witwatersrand omkring Johannesburg. 
Gemiston ligger i hjärtat av guldfältet Rand, och har betydlig guldindustri. Den är en viktig järnvägsknutpunkt. Industrin i övrigt omfattar bland annat järnvägsverkstäder, bomulls- och stålindustri samt kemisk industri.